# Ahornbüchsenkopf
Der Ahornbüchsenkopf ist ein 1604 m ü. NHN hoher Nordausläufer des Hohen Gölls in den Berchtesgadener Alpen im Landkreis Berchtesgadener Land, Bayern (Deutschland) und im Bundesland Salzburg (Österreich).

## Geografische Lage

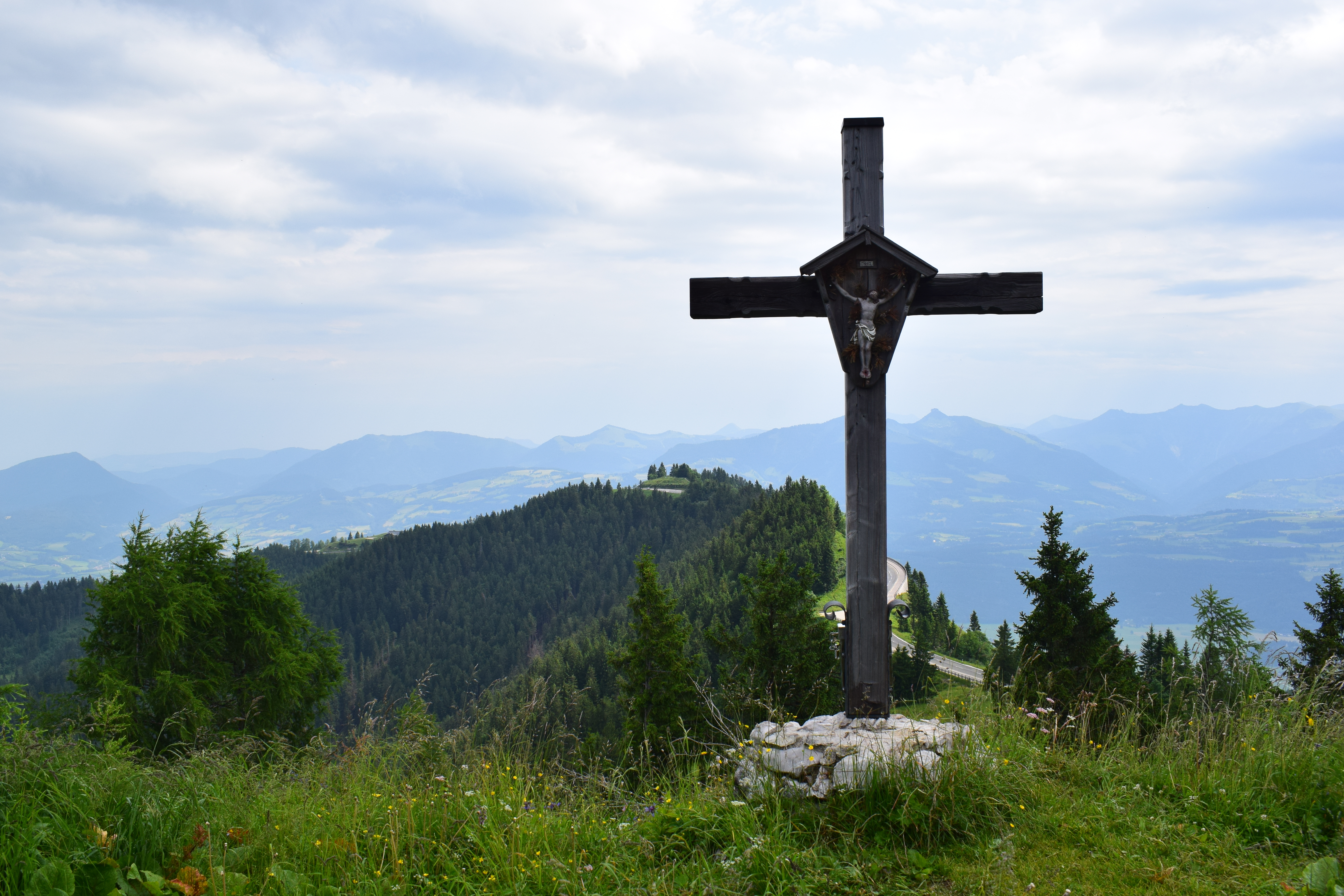
Gipfelkreuz

Der Ahornbüchsenkopf erhebt sich in den Berchtesgadener Alpen rund 2,8 km nordnordöstlich des Hohen Gölls bzw. knapp 6 km (jeweils Luftlinie) östlich von Berchtesgaden. Über den Gipfel verläuft die deutsch-österreichische Grenze.
Am leicht bewaldeten Ahornbüchsenkopf erstrecken sich auf deutscher Seite die Untere und die Obere Ahornalm, wobei letztere mit dem Berggasthof Ahornkaser (1520 m) und Skilift touristisch erschlossen ist. Zwischen Ahornbüchsenkopf und Hohem Göll steht auf dem Bergkamm Eckerfirst das über den Eckersattel (1413 m) erreichbare Purtschellerhaus (1692 m).
Durch die Gipfelregion des Ahornbüchsenkopfs (nordöstlich des Gipfels Hahnenkamm genannt) führt die Roßfeldhöhenringstraße, die in Gipfelnähe mal auf deutschem und mal auf österreichischem Gebiet verläuft und in Österreich mit rund 1560 m ü. NN ihre höchste Stelle erreicht.
Am Westhang des Ahornbüchsenkopfs entspringen die Quellbäche des auf deutschem Gebiet verlaufenden Larosbachs, der ein südlicher Zufluss des Lettengraben im östlichen Einzugsgebiet der Berchtesgadener Ache ist. Östlich seiner Bergkuppe entspringen die Quellbäche des Sulzgrabens, der einen westlichen Zufluss der Salzach darstellt.

## Aussichtsmöglichkeit
Vom leicht erwanderbaren Ahornbüchsenkopf bzw. von der Roßfeldhöhenringstraße kann die Aussicht unter anderem auf Hochkalter, Reiter Alm, Untersberg und den Berchtesgadener Talkessel sowie auf das weitläufige Salzachtal genossen werden. Im Süden beeindrucken die nahen Nordabstürze des Hoher Gölls. Bei guten Sichtverhältnissen ist im Osten der Dachstein zu sehen.